# Elecciones provinciales de Entre Ríos de 2019
Las elecciones generales de la provincia de Entre Ríos de 2019 tuvieron lugar el domingo 9 de junio, con el objetivo de renovar los cargos de gobernador y vicegobernador, así como las 34 bancas de la Cámara de Diputados y los 17 senadores departamentales, componiendo los poderes ejecutivo y legislativo de la provincia para el período 2019-2023. Fueron las décimas elecciones desde la restauración democrática de 1983, así como los vigesimosextos comicios provinciales entrerrianos desde la instauración del sufragio secreto en la Argentina. Se realizaron en desfase con las elecciones presidenciales y legislativas a nivel nacional, luego de que los dos anteriores comicios gubernativos tuvieran lugar al mismo tiempo que las elecciones generales nacionales. Los candidatos surgieron de las Elecciones Primarias, Abiertas, Simultáneas y Obligatorias (PASO); que se realizaron el domingo 14 de abril de 2019, quedando habilitadas para participar aquellas fuerzas políticas que alcanzaron el 1% de los votos válidos. Solo una de las fuerzas que se presentaron (el Partido Socialista) dirimió a sus candidaturas en una interna.
En un contexto en el que la mayoría de las provincias desfasaron su calendario electoral con respecto al nacional, las elecciones PASO entrerrianas fueron las cuartas instancias electorales del país y las primeras en registrar una competencia casi absolutamente polarizada entre las dos principales fuerzas contendientes del país (la alianza oficialista a nivel nacional Cambiemos, y el entonces profundamente dividido Partido Justicialista, oficialista a nivel provincial), lo que le dio la elección una cierta relevancia nacional. El gobernador justicialista Gustavo Bordet se presentó a la reelección para un segundo mandato de cuatro años apoyado por una alianza electoral denominada "Creer Entre Ríos", siendo su principal competidor el diputado Atilio Benedetti, de la Unión Cívica Radical (UCR), que había ganado por amplio margen las elecciones legislativas de medio término de 2017.
Aunque las encuestas predecían una contienda mucho más cerrada, las elecciones, tanto de las primarias como de las generales, representaron un rotundo triunfo para Bordet, que resultó reelegido con el 57.47% de los votos contra el 35.56% de Benedetti, imponiéndose el oficialismo en todos los departamentos de la provincia excepto Gualeguay y Federación. Aunque la contienda fue extremadamente polarizada, todos los demás candidatos superaron el punto porcentual, quedando tercero Lino Sapetti, de la Confederación Vecinalista (CVER), con el 1.93%; seguido por Luis Meiners, del Movimiento Socialista de los Trabajadores (MST), con el 1.92%. En quinto lugar quedó Carlos Hugo Barzola, del Partido Socialista (PS), con el 1.71% y siendo el único de los seis candidatos que debió competir en una interna en las PASO, habiendo derrotado a Néstor López. Tania Estefanía Acebal, del Partido Ser (SER) y única candidata mujer, se ubicó en último lugar con el 1.44% de las preferencias. Bordet se convirtió de este modo en el gobernador electo por el mayor porcentaje desde la restauración democrática de 1983 y el segundo de la historia electoral entrerriana, superando el 55.98% obtenido por su predecesor, Sergio Urribarri, en 2011 (elección en la que su principal competidor también había sido Benedetti), pero ubicándose todavía por debajo del 63.07% logrado por Felipe Texier en 1951. Hasta entonces ocupaba también el récord contrario, habiendo sido elegido en 2015 con solo el 42.30%, el menor porcentaje del período democrático.
A nivel legislativo, el justicialismo obtuvo una abrumadora mayoría parlamentaria con 13 de las 17 senadurías departamentales y 20 de los 34 escaños de la Cámara de Diputados, la mayor cantidad de bancas obtenida por una sola lista desde la instauración del voto proporcional en 1935, asegurándose dos tercios de la Legislatura Provincial en conjunto. Cambiemos logró retener la polarización al lograr todas las bancas restantes (14 diputados y 4 senadores). Asimismo, la alianza peronista tomó el control por abrumador margen de todas las urbes de importancia de la provincia, arrebatando incluso la intendencia de la capital provincial, Paraná, al radicalismo.

## Candidatos
| Logo                                           | Logo                                           | Partido/Alianza                       | Candidato a gobernador          | Candidato a gobernador          | Candidato a vicegobernador | Candidato a vicegobernador    |
| ---------------------------------------------- | ---------------------------------------------- | ------------------------------------- | ------------------------------- | ------------------------------- | -------------------------- | ----------------------------- |
|                                                |                                                | Frente Justicialista Creer Entre Ríos |                                 | Gustavo Bordet                  |                            | María Laura Stratta           |
| - Gobernador de Entre Ríos (2015-presente)     | - Gobernador de Entre Ríos (2015-presente)     | Frente Justicialista Creer Entre Ríos | - Ministra de Desarrollo Social | - Ministra de Desarrollo Social |                            |                               |
|                                                |                                                | Cambiemos                             |                                 | Atilio Benedetti                |                            | Gustavo René Hein             |
| - Diputado Nacional (2009-2013, 2017-presente) | - Diputado Nacional (2009-2013, 2017-presente) | Cambiemos                             | - Intendente de Basavilbaso     | - Intendente de Basavilbaso     |                            |                               |
|                                                |                                                | Confederación Vecinalista Entre Ríos  |                                 | Lino Raúl Ricardo Sapetti       |                            | Ernesto Rubén Figun           |
| - Médico traumatólogo                          | - Médico traumatólogo                          | Confederación Vecinalista Entre Ríos  | - Abogado penalista             | - Abogado penalista             |                            |                               |
|                                                |                                                | Nueva Izquierda                       |                                 | Luis Guillermo Meiners          |                            | Laura Marcela Naput           |
|                                                |                                                | Partido Socialista                    |                                 | Carlos Hugo Barzola             |                            | Natalia Andrea Noacco         |
|                                                |                                                | Partido Ser                           |                                 | Tania Estefanía Acebal          |                            | Aron Bautista Cornejo Acevedo |

## Resultados

### Primarias
El domingo 14 de abril de 2019 se realizaron las elecciones primarias, abiertas, simultáneas y obligatorias (PASO), quedando habilitadas para participar aquellas fuerzas que alcanzaron el 1% de los votos válidos. 
| Partido/Alianza       | Partido/Alianza                       | Interna                              | Fórmula                          | Fórmula                       | Interna               | Interna               | Partido   | Partido              |
| Partido/Alianza       | Partido/Alianza                       | Interna                              | Gobernador                       | Vicegobernador                | Votos                 | %                     | Votos     | % (de votos válidos) |
| --------------------- | ------------------------------------- | ------------------------------------ | -------------------------------- | ----------------------------- | --------------------- | --------------------- | --------- | -------------------- |
|                       | Frente Justicialista Creer Entre Ríos | Creer Entre Ríos                     | Gustavo Bordet                   | María Laura Stratta           | —                     | —                     | 392.065   | 49,10                |
|                       | Cambiemos                             | Cambiando Juntos                     | Atilio Benedetti                 | Gustavo René Hein             | —                     | —                     | 226.223   | 28,33                |
|                       | Partido Socialista                    | Alternativa Progresista              | Carlos Hugo Barzola              | Natalia Andrea Noacco         | 10.328                | 62,10                 | 16.630    | 2,08                 |
| Progresismo Popular   | Partido Socialista                    | Néstor Fabián López                  | Santiago Carlos Adolfo Reggiardo | 6.302                         | 37,90                 |                       | 16.630    | 2,08                 |
|                       | Nueva Izquierda                       | Nueva Izquierda                      | Luis Guillermo Meiners           | Laura Marcela Naput           | —                     | —                     | 13.281    | 1,66                 |
|                       | Confederación Vecinalista Entre Ríos  | Confederación Vecinalista Entre Ríos | Lino Raúl Ricardo Sapetti        | Ernesto Rubén Figun           | —                     | —                     | 12.854    | 1,61                 |
|                       | Partido Ser                           | Ser                                  | Tania Estefanía Acebal           | Aron Bautista Cornejo Acevedo | —                     | —                     | 11.609    | 1,45                 |
| Votos afirmativos     | Votos afirmativos                     | Votos afirmativos                    | Votos afirmativos                | Votos afirmativos             | Votos afirmativos     | Votos afirmativos     | 672.662   | 82,93                |
| Votos en blanco       | Votos en blanco                       | Votos en blanco                      | Votos en blanco                  | Votos en blanco               | Votos en blanco       | Votos en blanco       | 125.772   | 15,51                |
| Votos válidos         | Votos válidos                         | Votos válidos                        | Votos válidos                    | Votos válidos                 | Votos válidos         | Votos válidos         | 798.434   | 98,44                |
| Votos nulos           | Votos nulos                           | Votos nulos                          | Votos nulos                      | Votos nulos                   | Votos nulos           | Votos nulos           | 12.719    | 1,57                 |
| Participación         | Participación                         | Participación                        | Participación                    | Participación                 | Participación         | Participación         | 811.153   | 75,10                |
| Electores registrados | Electores registrados                 | Electores registrados                | Electores registrados            | Electores registrados         | Electores registrados | Electores registrados | 1.080.108 | 100                  |
| Fuentes:              |                                       |                                      |                                  |                               |                       |                       |           |                      |

### Gobernador y vicegobernador
El candidato peronista, gobernador electo, se alzó con la victoria en todos los departamentos de la provincia, excepto en los departamentos Gualeguay y Federación.
|  | 57.43 % |

|  | 35.57 % |

|  | 1.93 % |

|  | 1.92 % |

|  | 1.71 % |

|  | 1.44 % |

|  | 84.74 % |

|  | 9.11 % |

|  | 1.14 % |

|  | 78.35 % |

|  | 100.00 % |

### Cámara de Diputados
|  | 54,60 % |

|  | 37,72 % |

|  | 2,26 % |

|  | 1,97 % |

|  | 1,91 % |

|  | 1,54 % |

|  | 87,08 % |

|  | 11,85 % |

|  | 1,07 % |

|  | 78,35 % |

|  | 100 % |

### Cámara de Senadores
|  | 55,15 % |

|  | 38,10 % |

|  | 1,88 % |

|  | 1,79 % |

|  | 1,74 % |

|  | 1,34 % |

|  | 87,79 % |

|  | 11,17 % |

|  | 1,05 % |

|  | 78,33 % |

|  | 100 % |

#### Resultados por departamentos
| Colón 1 Senador                   | Colón 1 Senador       | Colón 1 Senador                       | Colón 1 Senador | Colón 1 Senador |
| Candidato                         | Partido/Alianza       | Partido/Alianza                       | Votos           | %               |
| --------------------------------- | --------------------- | ------------------------------------- | --------------- | --------------- |
| Mauricio Javier Santa Cruz        |                       | Frente Justicialista Creer Entre Ríos | 18.978          | 63,25           |
| Marcelo Alejandro Monfort         |                       | Cambiemos                             | 10.075          | 33,58           |
| Víctor Guillermo Lugrin           |                       | Partido Socialista                    | 614             | 2,05            |
| Daniel Aquiles Martínez           |                       | Partido Ser                           | 338             | 1,13            |
| Votos afirmativos                 | Votos afirmativos     | Votos afirmativos                     | 30.005          | 68,45           |
| Votos en blanco                   | Votos en blanco       | Votos en blanco                       | 13.559          | 30,93           |
| Votos nulos                       | Votos nulos           | Votos nulos                           | 269             | 0,61            |
| Participación                     | Participación         | Participación                         | 43.833          | 78,70           |
| Electores registrados             | Electores registrados | Electores registrados                 | 55.694          | 100             |
| Concordia 1 Senador               |                       |                                       |                 |                 |
| Candidato                         | Partido/Alianza       | Partido/Alianza                       | Votos           | %               |
| Armando Luis Gay                  |                       | Frente Justicialista Creer Entre Ríos | 55.460          | 57,07           |
| Joaquín La Madrid                 |                       | Cambiemos                             | 33.721          | 34,70           |
| Leonardo David Sandoval           |                       | Nueva Izquierda                       | 2.732           | 2,81            |
| Héctor Hugo Olivera               |                       | Confederación Vecinalista Entre Ríos  | 1.953           | 2,01            |
| Horacio Luis Etchetto             |                       | Partido Socialista                    | 1.722           | 1,77            |
| José Carlos Giménez               |                       | Partido Ser                           | 1.585           | 1,63            |
| Votos afirmativos                 | Votos afirmativos     | Votos afirmativos                     | 97.173          | 91,53           |
| Votos en blanco                   | Votos en blanco       | Votos en blanco                       | 7.775           | 7,32            |
| Votos nulos                       | Votos nulos           | Votos nulos                           | 1.216           | 1,15            |
| Participación                     | Participación         | Participación                         | 106.164         | 75,18           |
| Electores registrados             | Electores registrados | Electores registrados                 | 141.205         | 100             |
| Diamante 1 Senador                |                       |                                       |                 |                 |
| Candidato                         | Partido/Alianza       | Partido/Alianza                       | Votos           | %               |
| Claudia Ester Gieco               |                       | Frente Justicialista Creer Entre Ríos | 15.015          | 53,08           |
| Rogelio Omar Schild               |                       | Cambiemos                             | 9.727           | 34,39           |
| Walter Ramón Rodríguez            |                       | Partido Ser                           | 2.925           | 10,34           |
| Marcos Daniel Alberto Schowierski |                       | Nueva Izquierda                       | 345             | 1,22            |
| María Fernanda Amezaga            |                       | Partido Socialista                    | 275             | 0,97            |
| Votos afirmativos                 | Votos afirmativos     | Votos afirmativos                     | 28.287          | 90,30           |
| Votos en blanco                   | Votos en blanco       | Votos en blanco                       | 2.715           | 8,67            |
| Votos nulos                       | Votos nulos           | Votos nulos                           | 323             | 1,03            |
| Participación                     | Participación         | Participación                         | 31.325          | 76,19           |
| Electores registrados             | Electores registrados | Electores registrados                 | 41.113          | 100             |
| Federación 1 Senador              |                       |                                       |                 |                 |
| Candidato                         | Partido/Alianza       | Partido/Alianza                       | Votos           | %               |
| Rubén Alberto Dal Molín           |                       | Cambiemos                             | 24.973          | 57,05           |
| Luis Esteban Brarda               |                       | Frente Justicialista Creer Entre Ríos | 18.800          | 42,95           |
| Votos afirmativos                 | Votos afirmativos     | Votos afirmativos                     | 73.773          | 89,82           |
| Votos en blanco                   | Votos en blanco       | Votos en blanco                       | 4.513           | 9,26            |
| Votos nulos                       | Votos nulos           | Votos nulos                           | 450             | 0,92            |
| Participación                     | Participación         | Participación                         | 48.736          | 81,59           |
| Electores registrados             | Electores registrados | Electores registrados                 | 59.736          | 100             |
| Federal 1 Senador                 |                       |                                       |                 |                 |
| Candidato                         | Partido/Alianza       | Partido/Alianza                       | Votos           | %               |
| Nancy Susana Miranda              |                       | Frente Justicialista Creer Entre Ríos | 10.289          | 60,14           |
| Néstor Osvaldo Valiente           |                       | Cambiemos                             | 6.595           | 38,55           |
| Alcides Gabriel Andrine           |                       | Partido Socialista                    | 223             | 1,30            |
| Votos afirmativos                 | Votos afirmativos     | Votos afirmativos                     | 17.107          | 92,65           |
| Votos en blanco                   | Votos en blanco       | Votos en blanco                       | 1.215           | 6,58            |
| Votos nulos                       | Votos nulos           | Votos nulos                           | 143             | 0,77            |
| Participación                     | Participación         | Participación                         | 18.465          | 79,97           |
| Electores registrados             | Electores registrados | Electores registrados                 | 23.090          | 100             |
| Feliciano 1 Senador               |                       |                                       |                 |                 |
| Candidato                         | Partido/Alianza       | Partido/Alianza                       | Votos           | %               |
| Ester González                    |                       | Frente Justicialista Creer Entre Ríos | 4.854           | 54,92           |
| Rafael Esteban Arévalo            |                       | Cambiemos                             | 3.760           | 42,54           |
| Rodolfo Luis Moreno               |                       | Confederación Vecinalista Entre Ríos  | 224             | 2,53            |
| Votos afirmativos                 | Votos afirmativos     | Votos afirmativos                     | 8.838           | 86,17           |
| Votos en blanco                   | Votos en blanco       | Votos en blanco                       | 1.375           | 13,41           |
| Votos nulos                       | Votos nulos           | Votos nulos                           | 43              | 0,42            |
| Participación                     | Participación         | Participación                         | 10.256          | 80,21           |
| Electores registrados             | Electores registrados | Electores registrados                 | 12.786          | 100             |
| Gualeguay 1 Senador               |                       |                                       |                 |                 |
| Candidato                         | Partido/Alianza       | Partido/Alianza                       | Votos           | %               |
| Francisco Alejandro Morchio       |                       | Cambiemos                             | 16.680          | 52,82           |
| Luis Alberto Erro                 |                       | Frente Justicialista Creer Entre Ríos | 13.946          | 44,16           |
| Carlos Eduardo Zárate             |                       | Nueva Izquierda                       | 596             | 1,89            |
| Patricia Rosana Giménez           |                       | Partido Socialista                    | 356             | 1,13            |
| Votos afirmativos                 | Votos afirmativos     | Votos afirmativos                     | 31.578          | 91,29           |
| Votos en blanco                   | Votos en blanco       | Votos en blanco                       | 2.725           | 7,88            |
| Votos nulos                       | Votos nulos           | Votos nulos                           | 289             | 0,84            |
| Participación                     | Participación         | Participación                         | 34.592          | 75,91           |
| Electores registrados             | Electores registrados | Electores registrados                 | 45.568          | 100             |
| Gualeguaychú 1 Senador            |                       |                                       |                 |                 |
| Candidato                         | Partido/Alianza       | Partido/Alianza                       | Votos           | %               |
| Jorge Francisco Maradey           |                       | Frente Justicialista Creer Entre Ríos | 44.209          | 66,01           |
| Jaime Pedro Benedetti             |                       | Cambiemos                             | 20.419          | 30,49           |
| Luis Daniel Andreatta             |                       | Nueva Izquierda                       | 1.057           | 1,58            |
| Gustavo Javier Laplacette         |                       | Partido Ser                           | 658             | 0,98            |
| Gustavo Roberto Bercini           |                       | Partido Socialista                    | 626             | 0,93            |
| Votos afirmativos                 | Votos afirmativos     | Votos afirmativos                     | 66.969          | 86,57           |
| Votos en blanco                   | Votos en blanco       | Votos en blanco                       | 9.701           | 12,54           |
| Votos nulos                       | Votos nulos           | Votos nulos                           | 686             | 0,89            |
| Participación                     | Participación         | Participación                         | 77.356          | 79,87           |
| Electores registrados             | Electores registrados | Electores registrados                 | 96.849          | 100             |
| Islas del Ibicuy 1 Senador        |                       |                                       |                 |                 |
| Candidato                         | Partido/Alianza       | Partido/Alianza                       | Votos           | %               |
| Daniel Horacio Olano              |                       | Frente Justicialista Creer Entre Ríos | 5.070           | 60,84           |
| Fabián Melchor Murilla            |                       | Cambiemos                             | 3.185           | 38,22           |
| Ricardo Aureliano Urrels          |                       | Partido Socialista                    | 79              | 0,95            |
| Votos afirmativos                 | Votos afirmativos     | Votos afirmativos                     | 8.334           | 94,90           |
| Votos en blanco                   | Votos en blanco       | Votos en blanco                       | 366             | 4,17            |
| Votos nulos                       | Votos nulos           | Votos nulos                           | 82              | 0,93            |
| Participación                     | Participación         | Participación                         | 8.782           | 76,74           |
| Electores registrados             | Electores registrados | Electores registrados                 | 11.444          | 100             |
| La Paz 1 Senador                  |                       |                                       |                 |                 |
| Candidato                         | Partido/Alianza       | Partido/Alianza                       | Votos           | %               |
| Amílcar René Genre Bert           |                       | Frente Justicialista Creer Entre Ríos | 22.284          | 56,86           |
| Julio César Weisheim              |                       | Cambiemos                             | 16.594          | 42,34           |
| Juan Carlos Gorondon              |                       | Confederación Vecinalista Entre Ríos  | 314             | 0,80            |
| Votos afirmativos                 | Votos afirmativos     | Votos afirmativos                     | 39.192          | 84,40           |
| Votos en blanco                   | Votos en blanco       | Votos en blanco                       | 6.902           | 14,86           |
| Votos nulos                       | Votos nulos           | Votos nulos                           | 343             | 0,74            |
| Participación                     | Participación         | Participación                         | 46.437          | 80,35           |
| Electores registrados             | Electores registrados | Electores registrados                 | 57.790          | 100             |
| Nogoyá 1 Senador                  |                       |                                       |                 |                 |
| Candidato                         | Partido/Alianza       | Partido/Alianza                       | Votos           | %               |
| Flavia Gisela Maidana             |                       | Frente Justicialista Creer Entre Ríos | 11.677          | 49,58           |
| Beltrán Alberto Lora Mastrangelo  |                       | Cambiemos                             | 10.905          | 46,30           |
| Guillermo Jorge Codino            |                       | Partido Socialista                    | 615             | 2,61            |
| José Ovidio Díaz                  |                       | Nueva Izquierda                       | 355             | 1,51            |
| Votos afirmativos                 | Votos afirmativos     | Votos afirmativos                     | 23.552          | 87,90           |
| Votos en blanco                   | Votos en blanco       | Votos en blanco                       | 3.063           | 11,43           |
| Votos nulos                       | Votos nulos           | Votos nulos                           | 180             | 0,67            |
| Participación                     | Participación         | Participación                         | 26.795          | 80,95           |
| Electores registrados             | Electores registrados | Electores registrados                 | 33.100          | 100             |
| Paraná 1 Senador                  |                       |                                       |                 |                 |
| Candidato                         | Partido/Alianza       | Partido/Alianza                       | Votos           | %               |
| Juan Carlos Kloss                 |                       | Frente Justicialista Creer Entre Ríos | 116.347         | 55,18           |
| Fabián Dulio Rogel                |                       | Cambiemos                             | 72.393          | 34,34           |
| Rosa Graciela Noemí Kramer        |                       | Nueva Izquierda                       | 6.596           | 3,13            |
| Gervasio Gastón Viola             |                       | Partido Socialista                    | 6.325           | 3,00            |
| Antonio Marcelo Sapetti           |                       | Confederación Vecinalista Entre Ríos  | 6.057           | 2,87            |
| Alfredo José Acebal               |                       | Partido Ser                           | 3.117           | 1,48            |
| Votos afirmativos                 | Votos afirmativos     | Votos afirmativos                     | 210.835         | 88,08           |
| Votos en blanco                   | Votos en blanco       | Votos en blanco                       | 25.308          | 10,57           |
| Votos nulos                       | Votos nulos           | Votos nulos                           | 3.238           | 1,35            |
| Participación                     | Participación         | Participación                         | 239.381         | 78,98           |
| Electores registrados             | Electores registrados | Electores registrados                 | 303.109         | 100             |
| San Salvador 1 Senador            |                       |                                       |                 |                 |
| Candidato                         | Partido/Alianza       | Partido/Alianza                       | Votos           | %               |
| Marcelo Fabián Berthet            |                       | Frente Justicialista Creer Entre Ríos | 7.542           | 65,47           |
| Viviana Beatriz Delaloye          |                       | Cambiemos                             | 3.397           | 29,49           |
| Diego Fernando Guillermo Bonnot   |                       | Partido Ser                           | 429             | 3,72            |
| Juan del Corazón de Jesús Beades  |                       | Confederación Vecinalista Entre Ríos  | 152             | 1,32            |
| Votos afirmativos                 | Votos afirmativos     | Votos afirmativos                     | 11.520          | 92,29           |
| Votos en blanco                   | Votos en blanco       | Votos en blanco                       | 862             | 6,91            |
| Votos nulos                       | Votos nulos           | Votos nulos                           | 100             | 0,80            |
| Participación                     | Participación         | Participación                         | 12.482          | 78,35           |
| Electores registrados             | Electores registrados | Electores registrados                 | 15.931          | 100             |
| Tala 1 Senador                    |                       |                                       |                 |                 |
| Candidato                         | Partido/Alianza       | Partido/Alianza                       | Votos           | %               |
| Omar Eduardo Migueles             |                       | Cambiemos                             | 7.281           | 48,93           |
| Julián Elal                       |                       | Frente Justicialista Creer Entre Ríos | 7.204           | 48,32           |
| Ilda Rita Bianqui                 |                       | Partido Socialista                    | 425             | 2,85            |
| Votos afirmativos                 | Votos afirmativos     | Votos afirmativos                     | 14.910          | 79,26           |
| Votos en blanco                   | Votos en blanco       | Votos en blanco                       | 3.785           | 20,12           |
| Votos nulos                       | Votos nulos           | Votos nulos                           | 116             | 0,62            |
| Participación                     | Participación         | Participación                         | 18.811          | 79,37           |
| Electores registrados             | Electores registrados | Electores registrados                 | 23.699          | 100             |
| Uruguay 1 Senador                 |                       |                                       |                 |                 |
| Candidato                         | Partido/Alianza       | Partido/Alianza                       | Votos           | %               |
| Horacio César Amavet              |                       | Frente Justicialista Creer Entre Ríos | 30.928          | 52,35           |
| Jose Antonio Artusi               |                       | Cambiemos                             | 22.314          | 37,77           |
| Miguel Ángel Iriarte              |                       | Confederación Vecinalista Entre Ríos  | 2.199           | 3,72            |
| Jorge Gaspar Villanova            |                       | Partido Socialista                    | 1.864           | 3,15            |
| Mercedes Andrea Jesús López       |                       | Nueva Izquierda                       | 1.126           | 1,91            |
| Silvia Graciela Pizzatti          |                       | Partido Ser                           | 653             | 1,11            |
| Votos afirmativos                 | Votos afirmativos     | Votos afirmativos                     | 59.084          | 87,88           |
| Votos en blanco                   | Votos en blanco       | Votos en blanco                       | 7.281           | 10,93           |
| Votos nulos                       | Votos nulos           | Votos nulos                           | 868             | 1,29            |
| Participación                     | Participación         | Participación                         | 67.233          | 77,28           |
| Electores registrados             | Electores registrados | Electores registrados                 | 86.996          | 100             |
| Victoria 1 Senador                |                       |                                       |                 |                 |
| Candidato                         | Partido/Alianza       | Partido/Alianza                       | Votos           | %               |
| Gastón Bagnat                     |                       | Cambiemos                             | 12.030          | 52,15           |
| Adrián Rubén Díaz                 |                       | Frente Justicialista Creer Entre Ríos | 10.628          | 46,07           |
| Faustino Raúl Pereyra             |                       | Partido Socialista                    | 409             | 1,77            |
| Votos afirmativos                 | Votos afirmativos     | Votos afirmativos                     | 23.067          | 91,90           |
| Votos en blanco                   | Votos en blanco       | Votos en blanco                       | 1.867           | 7,44            |
| Votos nulos                       | Votos nulos           | Votos nulos                           | 166             | 0,66            |
| Participación                     | Participación         | Participación                         | 25.100          | 80,25           |
| Electores registrados             | Electores registrados | Electores registrados                 | 31.277          | 100             |
| Villaguay 1 Senador               |                       |                                       |                 |                 |
| Candidato                         | Partido/Alianza       | Partido/Alianza                       | Votos           | %               |
| Adrián Federico Fuertes           |                       | Frente Justicialista Creer Entre Ríos | 16.637          | 57,47           |
| Mariano Manuel Monfort            |                       | Cambiemos                             | 9.103           | 31,44           |
| Ricardo Rubén Pérez               |                       | Confederación Vecinalista Entre Ríos  | 2.013           | 6,95            |
| Juan Carlos Creteur               |                       | Nueva Izquierda                       | 516             | 1,78            |
| Aníbal Ramón Rodríguez            |                       | Partido Socialista                    | 409             | 1,41            |
| Javier Emilio Nussbaum            |                       | Partido Ser                           | 272             | 0,94            |
| Votos afirmativos                 | Votos afirmativos     | Votos afirmativos                     | 28.950          | 93,92           |
| Votos en blanco                   | Votos en blanco       | Votos en blanco                       | 1.525           | 4,95            |
| Votos nulos                       | Votos nulos           | Votos nulos                           | 348             | 1,13            |
| Participación                     | Participación         | Participación                         | 30.823          | 74,49           |
| Electores registrados             | Electores registrados | Electores registrados                 | 41.378          | 100             |